# مورتون ستيفنز
مورتون ستيفنز (بالإنجليزية: Morton Stevens)‏ هو ملحن أمريكي، ولد في 30 يناير 1929 في نيوآرك في الولايات المتحدة، وتوفي في 11 نوفمبر 1991 في إنسينو ‏ في الولايات المتحدة بسبب سرطان.

## وصلات خارجية
- مورتون ستيفنز على موقع IMDb (الإنجليزية)
- مورتون ستيفنز على موقع ميوزك برينز (الإنجليزية)
- مورتون ستيفنز على موقع قاعدة بيانات برودواي على الإنترنت (الإنجليزية)
- مورتون ستيفنز على موقع أول ميوزيك (الإنجليزية)
- مورتون ستيفنز على موقع ديسكوغز (الإنجليزية)
- مورتون ستيفنز على موقع قاعدة بيانات الفيلم (الإنجليزية)